# Aarón Wergifker
Aarón Wergifker (San Paolo, 15 agosto 1914 – Buenos Aires, 29 giugno 1994) è stato un calciatore brasiliano naturalizzato argentino, di ruolo centrocampista.

## Caratteristiche tecniche
Giocatore dalle caratteristiche marcatamente difensive, giocò come centrocampista di contenimento o come terzino destro.

## Carriera

### Club
Di famiglia ebrea, si trasferì in Argentina in giovane età per intraprendere la carriera calcistica. Debuttò in prima squadra nel 1932, un anno dopo l'introduzione del professionismo nel calcio argentino, e divenne ben presto titolare, stabilendosi come uno dei migliori della squadra. A causa delle difficoltà incontrate nel pronunciare il cognome di Wergifker, i compagni di squadra lo chiamavano "Pérez". Con la formazione bianco-rossa vinse il primo titolo dell'era professionistica, nel 1932, cui seguirono quelli del 1936, 1937 e 1941; nel 1934 fu naturalizzato argentino e fu dunque convocabile per la selezione argentina. Nel 1942 lasciò il club di Núñez per trasferirsi al Platense, società con sede a Vicente López: con questa compagine giocò per altre cinque stagioni, terminando la carriera nel 1946.

### Nazionale
Wergifker è uno degli 11 giocatori che hanno fatto parte della Nazionale argentina pur essendo nati in altri paesi, nonché l'unico tra questi di nazionalità brasiliana. Debuttò nel 1934, ottavo straniero in ordine cronologico.

## Palmarès

### Club

#### Competizioni nazionali
- Campionato argentino: 4

River Plate: 1932, 1936, 1937, 1941